# Xã Pleasant Vale, Quận Pike, Illinois
Xã Pleasant Vale (tiếng Anh: Pleasant Vale Township) là một xã thuộc quận Pike, tiểu bang Illinois, Hoa Kỳ. Năm 2010, dân số của xã này là 573 người.